# Giovanni Reggio
Giovanni Leone Raffaele Valerico Reggio (* 12. Dezember 1888 in Genua; † 22. Dezember 1972 ebenda) war ein italienischer Segler.

## Erfolge
Giovanni Reggio, der für die Lega Italiana Navale Genova segelte, belegte bei seinem Olympiadebüt 1928 in Amsterdam in der 6-Meter-Klasse als Skipper der Twins II den zehnten Platz. Im Jahr 1936 wurde er bei den Olympischen Spielen in Kiel in der 8-Meter-Klasse Olympiasieger. Er war Skipper der Italia, die eine der sieben Wettfahrten und mit 55 Punkten die im Olympiahafen Düsternbrook in Kiel stattfindende Regatta knapp vor der Silja aus Norwegen und der Germania III von Alfried Krupp von Bohlen und Halbach mit jeweils 53 Punkten gewann. Zu Reggios Crew gehörten dabei Bruno Bianchi, Luigi De Manincor, Domenico Mordini, Enrico Poggi und Luigi Poggi. Bei den Olympischen Spielen 1948 in London startete Reggio wiederum in der 6-Meter-Klasse. Mit der Ciocca II beendete er als Skipper die Regatta auf dem achten Platz.
Sein Sohn Pietro Reggio war ebenfalls Segler und nahm an zwei Olympischen Spielen teil. Mit ihm und weiteren Seglern gewann Reggio mehrere nationale Meisterschaften.